# Алькоркон (футбольний клуб)
«Алькоркон» (ісп. «Agrupación Deportiva Alcorcón») — іспанський професіональний футбольний клуб з однойменного мінципалітету. Заснований 1971 року. Домашні матчі проводить на стадіоні «Санто Домінго» місткістю 6 000 чоловік.